# Вертолётная улица (Санкт-Петербург)
Вертолётная улица — улица в Московском районе Санкт-Петербурга на территории Авиагородка. Проходит от улицы Пилотов до Взлётной улицы. Получила название в 1976 году, использована авиационная тематика, как и у других улиц Авиагородка.
Протяжённость улицы — 500 м.

## География

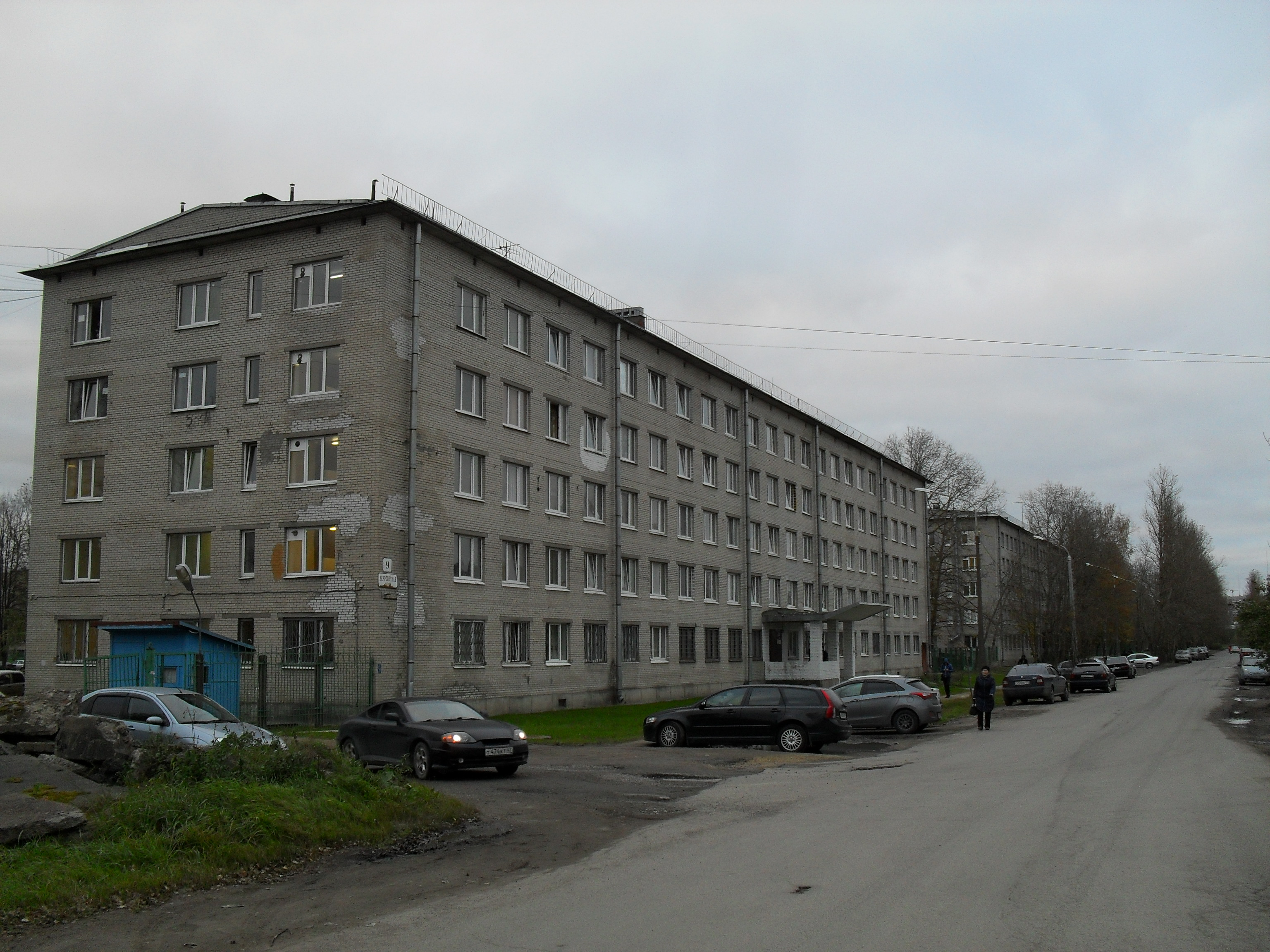
Кампус Университета гражданской авиации

Улица проложена с востока на запад параллельно западной оконечности Штурманской улицы. Продолжение улицы изгибается на северо-запад и заканчивается на территории садоводства.

## Здания и сооружения
- дом 7 — медико-санитарная часть Университета гражданской авиации (МСЧ)
- дом 11 — общежитие Университета гражданской авиации

## Транспорт
- Проезд от станции метро «Московская»:
  - Социальный автобус: № 13, 13А, 263
- Ж/д платформа «Аэропорт» (1590 м)

## Пересечения
- улица Пилотов
- Взлётная улица